# Spilomyia maxima
Spilomyia maxima är en tvåvingeart som beskrevs av Sack 1910. Spilomyia maxima ingår i släktet trädblomflugor, och familjen blomflugor. Inga underarter finns listade i Catalogue of Life.